# Ricardo Balaca
Ricardo Balaca y Orejas-Canseco (Lisboa, 31 de diciembre de 1844-Aravaca, 12 de febrero de 1880) fue un pintor español especializado en la representación de  escenas de batallas.

## Biografía y obra
Nacido el 31 de diciembre de 1844 en Lisboa, era hijo del también pintor José Balaca y Carrión, que en el momento del nacimiento de Ricardo estaba instalado transitoriamente en Lisboa tras haberse exiliado de España por motivos políticos. 
Inició su formación artística en el taller familiar y la completó en la Escuela Superior de Pintura Escultura y Grabado de Madrid, donde fue discípulo de Federico Madrazo. Destacó muy joven por sus capacidades para el arte y en 1858, con solo trece años de edad, participó por primera vez en la Exposición Nacional de Bellas Artes (España), obteniendo mención honorífica. Se casó con Teresa Vergara Domínguez de la que tuvo tres hijos. Murió prematuramente con solo treinta y siete años. Su hermano Eduardo Balaca fue también un reconocido pintor.
Practicó el dibujo, la ilustración gráfica, el retrato, las escenas de costumbres y la representación de escenas de batallas, género que alcanzó un nuevo auge con el romanticismo en el siglo XIX. Entre sus obras se pueden destacar las que realizó en el transcurso de la tercera guerra carlista, tras ser nombrado  corresponsal por el Ministerio de la Guerra. Durante este periodo dibujó diferentes escenas sobre los acontecimientos bélicos que tuvieron lugar en la contienda. 

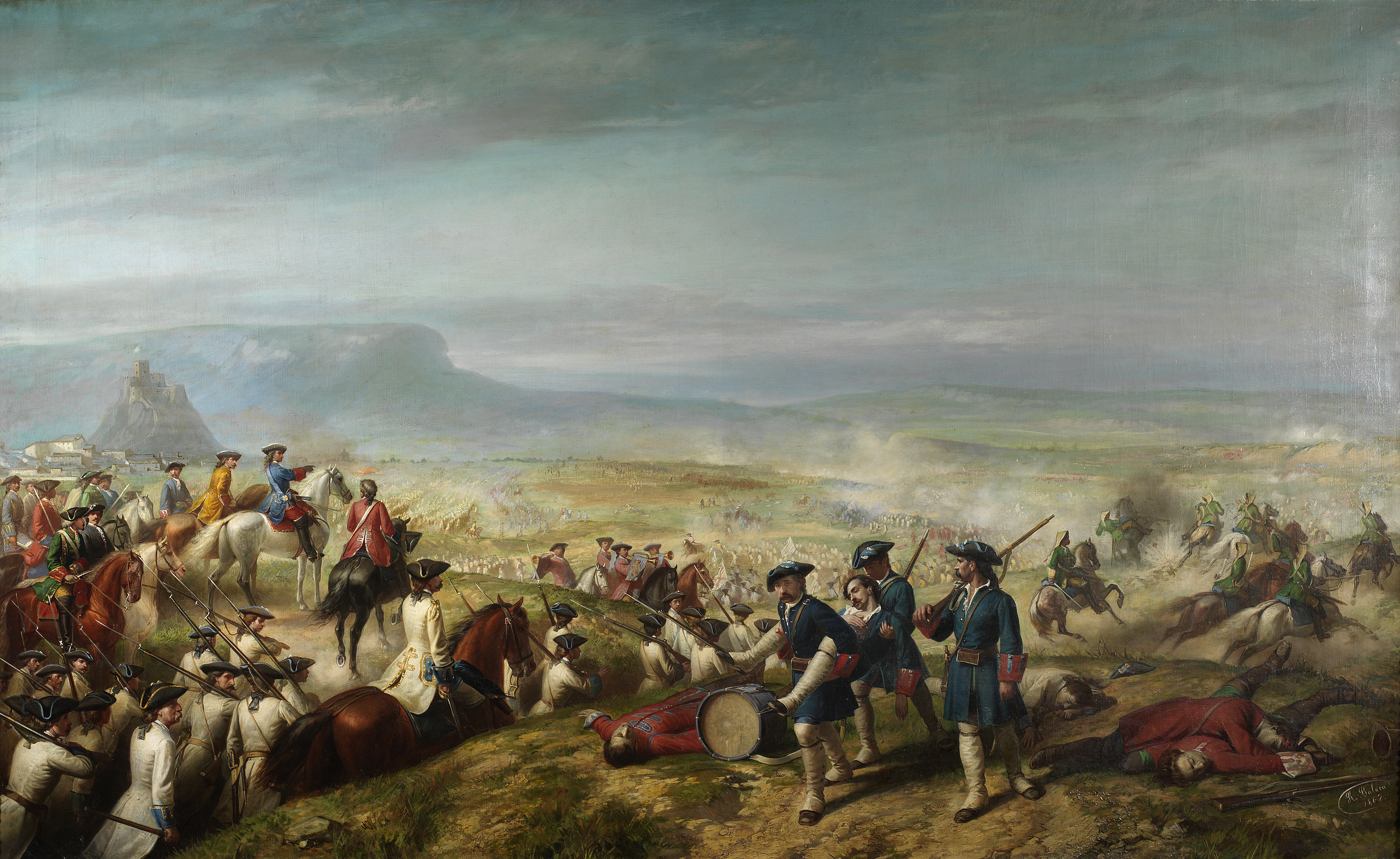
Batalla de Almansa, 1862; óleo sobre lienzo, 140 x 230 cm (Madrid, Museo del Prado, depositado en el Congreso de los Diputados).

También se le deben recreaciones de La batalla de Almansa, propiedad del Museo del Prado en depósito en el Palacio de las Cortes de Madrid, y de la Batalla de Bailén (Museo del Prado), y diversos retratos como el Retrato de Teresa Vergara, esposa del pintor, que puede contemplase en el Museo Lazaro Galdiano y el Retrato de Inocencia Serrano y Cerver, marquesa de Cerralbo, ubicado en el Museo Cerralbo de Madrid, junto con algunos autorretratos, entre ellos el Autorretrato ecuestre depositado en el Museo Municipal de San Telmo de San Sebastián. Como ilustrador gráfico realizó las ilustraciones de la edición del Quijote de Montaner y Simón y colaboró en diferentes revistas de la época.